# Wilhelmshaven
Wilhelmshaven là một thành phố ven biển ở bang Niedersachsen, Đức. Thành phố có diện tích 106,91 km², dân số thời điểm cuối năm 2006 là 82.797 người. Thành phố nằm ở phía tây Jadebusen, một vịnh bên Biển Bắc.